# 勞雷爾霍洛 (紐約州)
勞雷爾霍洛（英語：Laurel Hollow）是位於美國紐約州拿騷縣的村。

## 人口
根據2020年美國人口普查的數據，勞雷爾霍洛的面積為8.19平方千米，當中陸地面積為7.66平方千米，而水域面積為0.53平方千米。當地共有人口1940人，而人口密度為每平方千米237人。